# Аль-Ахбаш
Аль-Ахбаш (араб. الأحباش, al-aḥbāsh), також відомий як Асоціація ісламських благодійних проектів (араб. جمعية المشاريع الخيرية الإسلامية, Jamʿīyah al-Mashārīʿ al-Khayrīyah al- ʾIslāmīyah, AICP)  — суфійський неотрадиційний релігійний рух і політична партія в Лівані, яка була заснована в середині 1980-х років. Група дотримується вчень ефіопського вченого Абдулли аль-Харарі.

Ахбаші були відомі своєю палкою критикою консервативних напрямів ісламу, включаючи салафітський рух і ваххабізм. Рух був описаний як одна з «найбільш суперечливих мусульманських асоціацій» серед сучасних ісламських груп. 

## Релігійні переконання
Вірування Аль-Ахбаш є інтерпретацією ісламу, що поєднує елементи сунітського і шиїтського ісламу з суфійським спіритизмом. Аль-Ахбаш дотримується школи Шафі та теології ашарі, їх суфійський аспект походить від братства Ріфаї. Група відкидає ісламістських діячів, таких як Ібн Таймія, Мухаммад ібн Абд аль-Ваххаб і Саїд Кутб. Він виступає за ісламський плюралізм і опозицію до політичної активності (його гаслом є «дзвінкий голос поміркованості»). Він також просуває свої переконання на міжнародному рівні через велику присутність в Інтернеті та регіональні офіси, зокрема в Сполучених Штатах.
У Канаді та Сполучених Штатах Аль-Ахбаш молиться, використовуючи південно-східний напрямок, на відміну від більшості мусульман у регіоні, які моляться обличчям до північно-східного напрямку у своїх мечетях.

## Діяльність

### Ліван
Переїхавши в 1950-х роках з Ефіопії до Сирії, Абдуллах аль-Харарі займався викладанням ісламських наук. Вчення аль-Харарі, засноване на крайностях, звинувачення у невірі своїх опонентів та жорсткої вертикалі влади, не знайшло розуміння серед суфіїв Сирії. У 1975 році він переселився до Лівану, який був охоплений протистоянням між сунітами, шиїтами та християнами . Тут довкола нього поступово згуртувалася велика група послідовників. Розгорнута там широкомасштабна діяльність передбачала наявність у нього серйозної матеріально-фінансової підтримки. У громадянській війні, що розгорілася в 1975 році, хабашити стали зраджувати і звинувачувати в зневірі всіх незгодних з ними мусульман, що стало одним з головних дестабілізуючих факторів  .
У 1983 році Нізар аль-Халябі, послідовник аль-Харарі, стає керівником «Організації благодійних ісламських проектів », завдяки чому за кілька років роботи хабашити змогли сильно поширити свій вплив у Лівані, Йорданії та інших арабських країнах, а також у країнах Європи, Америки та Австралії.

### Україна
1976 року Ахмед Тамім, уродженець Лівану, приїхав до України, де навчався на факультеті обчислювальної техніки Київського політехнічного інституту. 1992 року, вже в незалежній Україні, він організував і очолив Духовне управління мусульман України (ДУМУ), звідки і починається просування ідеології хабашитів на пострадянському просторі . На початку 2010-х років ДУМУ відкрив свою філію у Криму — Духовний центр мусульман Криму (ДЦМК). На базі цієї філії в серпні 2014 року було створено Таврійський муфтіят на чолі з кримським муфтієм Русланом Саітвалієвим.

## Релігійні переконання
Хабашити стверджують, що слідують шафіїтському мазхабу в питаннях фікха, а в питаннях вірогідності вони ашарити . Хабашити дотримуються двох суфійських тарікатів: ріфаія та кадирія  .